# Фрикасе
— У меня этих разных фоли-жоли да фрикасе-курасе не полагается... По-русски едим — зато брюхо не болит, по докторам не мечемся, полоскаться по заграницам не шатаемся.
Фрикасе́ (фр. fricassée — «всякая всячина», от фр. fricasser — «жарить, тушить») — рагу из белого мяса в белом соусе. Блюдо французской кухни. 
Готовится обычно из нежного молодого мяса с косточками: телятины, курятины или крольчатины, часто с добавлением грибов. Встречается также фрикасе из голубиного мяса, баранины и свинины. В качестве гарнира часто подают отварной рис. Термин «фрикасе» утвердился во французской гастрономической культуре в начале XVII века благодаря Лансело де Касто и Франсуа Ла Варенну.
Для классического фрикасе мясо режут небольшими кусочками, слегка обжаривают в сливочном масле, посыпают мукой и тушат в мясном или курином бульоне. Полученная жидкость затем смешивается со сливками и яичным желтком и приправляется перцем и лимонным соком. Во фрикасе могут добавляться шампиньоны, зелёный горошек, спаржа и каперсы. 
В Германии куриное фрикасе слыло специалитетом берлинской и гамбургской кухонь и включало помимо спаржи сморчки, сладкое мясо, телячий язык и раков. У Е. И. Молоховец имеются рецепты фрикасе из грудинки или телячьей лопатки с рисом и куриного фрикасе с телячьими кнелями и фаршированными раковыми спинками. П. П. Александрова-Игнатьева рекомендовала подавать фрикасе из цыплят на круглом блюде, гарнированным отварными петушиными гребешками.
Фрикасе стало первым из французских блюд, упомянутых в русской литературе, в комедии А. П. Сумарокова «Рогоносец по воображению» 1772 года: «фрукасе из свинины с черносливом». В стихотворении «Похвала сельской жизни» 1798 года о нём написал Г. Р. Державин. К 1790-м годам русская кухня позаимствовала у французской рагу, и в «Путешествии из Петербурга в Москву» 1790 года А. Н. Радищев перечислял среди французских кушаний на станции Пешки рагу, фрикасе и паштеты. В романе И. С. Тургенева «Новь» 1877 года на обеде у купца Галушкина подавали «фрыкасеи».

## Бланкет
Похожее на фрикасе блюдо французской кухни — бланке́т (фр. blanquette, от фр. blanc — «белый»), иначе «белое рагу», из белого мяса (телятины, ягнятины, крольчатины, курятины, сладкого мяса) под белым соусом. Во французском языке родственным слову «бланкет» является бланманже, а в английском, где оно появилось в середине XVIII века, — одеяло (англ. blanket), которое в те времена было белым, некрашеным. В отличие от фрикасе, в бланкете мясо готовят отдельно от соуса, то есть перед тушением в бульоне оно не обжаривается в сливочном масле. Наиболее известен бланкет из телятины. Телячий бланкет — любимое блюдо персонажа Жоржа Сименона комиссара Мегрэ и любимое блюдо Франции 2006 года.